# 特魯多韋 (利維夫州)
49°34′31″N 23°47′25″E / 49.57528°N 23.79028°E
特魯多韋（烏克蘭語：Трудове），是烏克蘭的村庄，位於該國西部利沃夫州，由斯特雷區米科拉伊夫市镇負責管轄，始建於1560年，面積0.12平方公里，海拔高度285米，2001年該城鎮人口43。